# 阪内川
阪内川（さかないがわ）は、三重県松阪市を流れる二級水系の本流である。

## 概要
白猪山に源を発し、平野部を流れ大河内地区で矢津川を併せ、松尾地区、松阪市街を抜けて伊勢湾にそそぐ。河口付近には松阪港がある。この川は堰がとても多く存在し、ほとんどの水が用水路に行くため、夏には水が枯れている状態が続くことが多い。その堰の影響で魚が川上に登れなくなったので、魚が登れるように魚道がいくつも作られている。枯れ川の状態は近年特有ではなく、松坂城下に暮らしていた本居宣長は『玉勝間』の中で「川水すくなく潮もささねば舟かよはず」と記しており、航路としての利用はなく、主に灌漑用水として用いられていたことが窺える。江戸時代には川岸に材木店が建ち並んでいた。
冬には冬越しのために河口にカモなどが飛来してくる。下流にはコイなどが生息し、上流ではアマゴが放流されている。解禁シーズンを迎えると釣りでにぎわう。河口付近では金剛川に沿って（合流はしない）伊勢湾に注ぐ。

## 主な支流
二級河川と準用河川を下流側から順に記載する。
| 河川       | よみ             | 次数    | 種別     | 管理者 | 主な経過地 | 河川延長 （km） | 備考 |
| ---------- | ---------------- | ------- | -------- | ------ | ---------- | --------------- | ---- |
| 阪内川     | さかないがわ     | 本川    | 二級河川 | 三重県 | 松阪市     | 約21            |      |
| 桂瀬川     | かつらせがわ     | 1次支川 | 準用河川 | 松阪市 |            |                 |      |
| 法浄寺川   | ほうじょうじがわ | 1次支川 | 準用河川 | 松阪市 |            |                 |      |
| 矢津川     | やつがわ         | 1次支川 | 二級河川 | 三重県 |            |                 |      |
| ツヅラ又川 | つづらまたがわ   | 1次支川 | 二級河川 | 三重県 |            |                 |      |

## 施設
- 阪内川親水公園
上流にある親水公園。近くの堀坂川の森林公園内にも同じような公園がある。